# 90953 Hideosaitou
90953 Hideosaitou este un asteroid din centura principală de asteroizi.

## Descriere
90953 Hideosaitou este un asteroid din centura principală de asteroizi. A fost descoperit pe 7 noiembrie 1997 la Nanyo de Tomimaru Okuni. Asteroidul prezintă o orbită caracterizată de o semiaxă mare de 2,36 ua, o excentricitate de 0,19 și o înclinație de 4,1° în raport cu ecliptica.